# Louis Handley
Louis de Breda Handley (Roma, 14 de febrer de 1874 – Nova York, 28 de desembre de 1956) va ser un nedador i waterpolista estatunidenc que va competir a principis del segle xx.
Era fill de l'escultor estatunidenc Francis Montague Handley i la seva muller italiana. Nascut a Roma, fou inscrit com a italià amb el nom de baptisme de Luigi i el cognom de la seva mare, "de Breda". El 1896 es traslladà als Estats Units, a Nova York, i afegí al seu nom el cognom del pare, Handley. Als Estats Units es dedicà a una de les seves grans passions, la natació i el waterpolo.
El 1904 va prendre part en els Jocs Olímpics de Saint Louis, on va guanyar la medalla d'or en la prova dels 4x50 iardes relleus lliures, junt a Leo Goodwin, Joseph Ruddy i Charles Daniels. En aquests mateixos Jocs guanyà una segona medalla d'or com a membre de l'equip New York Athletic Club en la competició de waterpolo.
Com a entrenador va dirigir Ethelda Bleibtrey, que va obtenir tres medalles d'or als Jocs Olímpics de 1920, i Gertrude Ederle, en la primera travessia del Canal de la Mànega per una dona el 1926.